# 김민수 (1996년)
김민수(1996년 6월 11일 ~ )는 전 KBO 리그 롯데 자이언츠의 외야수이다.

## 롯데 자이언츠시절
2019년에 입단하였다. 2022년 6월 18일 SSG 랜더스와의 경기에 출전하며 데뷔 첫 경기를 치렀고, 경기에서 4타수 1안타를 기록했다. 2022년 시즌 후 방출됐다.

## 출신 학교
- 신등초등학교
- 신월중학교
- 마산고등학교
- 경성대학교